# Eparchia di Groznyj

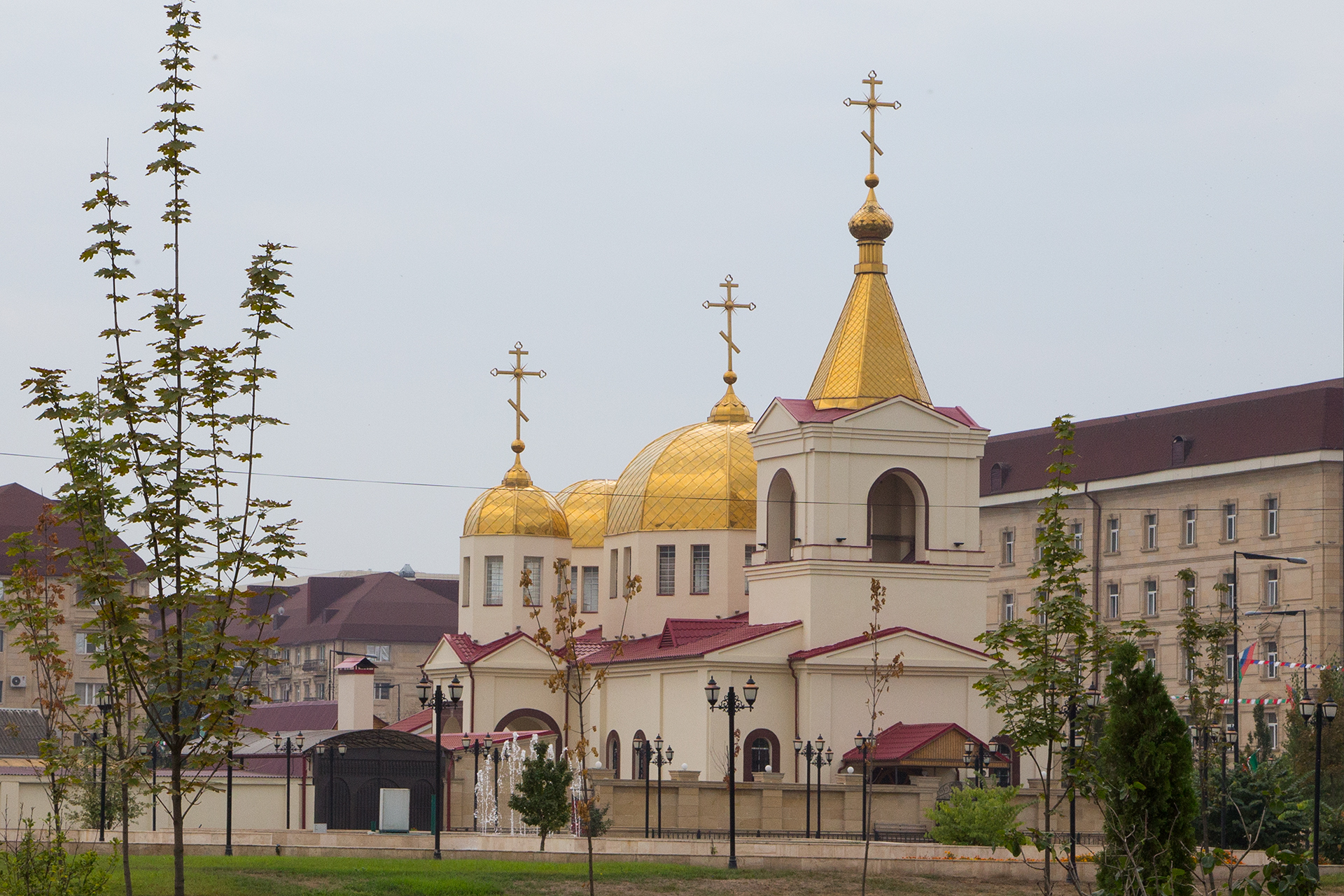
La cattedrale dell'Arcangelo Michele di Groznyj.

L'eparchia di Groznyj (in russo Грозненская епархия?) è una diocesi della Chiesa ortodossa russa.

## Territorio
L'eparchia comprende l'Inguscezia nel circondario federale meridionale e la Cecenia nel circondario federale del Caucaso Settentrionale.
Sede eparchiale è la città di Groznyj, dove si trova la cattedrale dell'Arcangelo Michele.
L'eparca ha il titolo ufficiale di «eparca di Groznyj e Sunža».

## Storia
L'eparchia è stata eretta dal Santo Sinodo della Chiesa ortodossa russa il 25 marzo 2025, ricavandone il territorio dall'eparchia di Machačkala.